# Martin Wünschmann

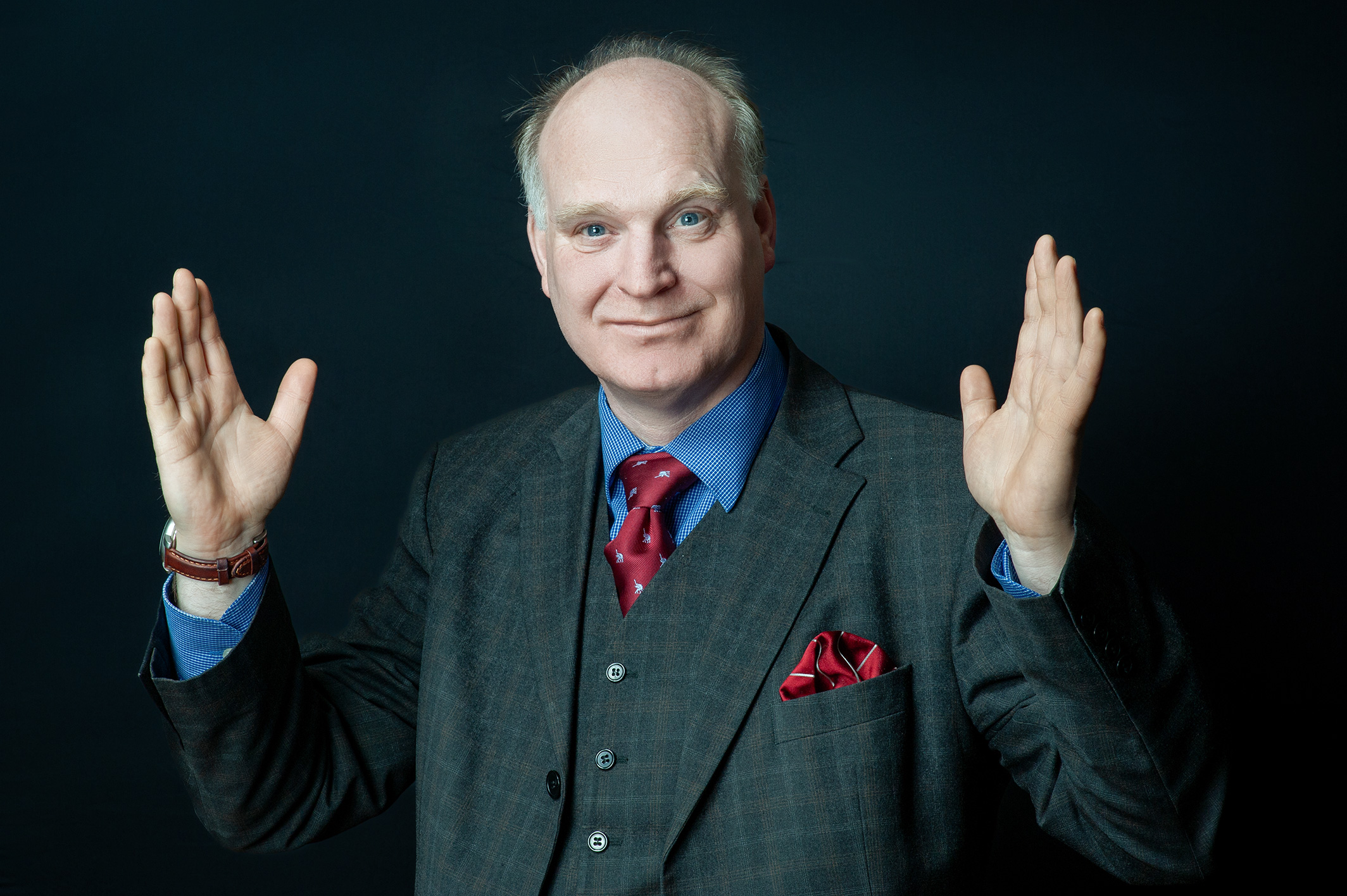
Martin Wünschmann, 2024

Martin Wünschmann (* 29. April 1957 in Frauenstein) ist ein deutscher Pädagoge und war Referatsleiter im sächsischen Kultusministerium. 1990 vertrat er die CDU der DDR als Abgeordneter in der Volkskammer.

## Leben
Martin Wünschmann wuchs als Sohn eines Gärtners und einer Kontoristin auf und besuchte ab 1963 zunächst eine polytechnische Oberschule in Siebenlehn, dann eine erweiterte Oberschule in Halle-Neustadt, die er 1973 nach der 10. Klasse ohne Abitur verließ.
Anschließend absolvierte er bis 1975 eine Lehrausbildung zum Facharbeiter für chemische Produktion in den Leunawerken, in denen er bis 1976 arbeitete. Parallel begann er ab 1974 an der Kreisvolkshochschule in Merseburg sein Abitur nachzuholen, das er 1976 abschloss.
Nach dem 18-monatigen Grundwehrdienst konnte Wünschmann 1977 sein Lehrerstudium an der PH Halle aufnehmen, welches er 1982 als Diplomlehrer für Mathematik und Physik erfolgreich beendete. Allerdings unterbrach er zwischenzeitlich das Studium und arbeitete von 1979 bis 1980 als Sachbearbeiter in der technischen Direktion des staatlichen Straßenunterhaltungsbetriebs Autobahnen Halle.

## Berufliche Tätigkeit
Ab 1982 war Martin Wünschmann zunächst in Halle-Neustadt, dann in Oberwiesenthal als Fachlehrer für Physik, Mathematik und Astronomie tätig, bis er 1986 Berufsverbot erhielt. Möglicherweise spielte dabei sein Parteieintritt in die Blockpartei CDU, der 1984 erfolgte, eine Rolle. Ihm wurde eine Stelle als Sachbearbeiter im VEB Ferguna-Leuchten Annaberg-Buchholz zugewiesen, wo er ab 1987 als Leiter des Bereiches Materialplanung und -beschaffung fungierte.
Im Zuge der politischen Wende in der DDR wurde Martin Wünschmann 1989 rehabilitiert und war bis 1990 wieder als Lehrer für Physik, Mathematik und Chemie in Frohnau tätig. 1991 erhielt Wünschmann eine Anstellung als Referent in der Abteilung Grundsatzangelegenheiten im sächsischen Staatsministerium für Kultus (SMK), dem damals Stefanie Rehm, eine ehemalige CDU-Fraktionskollegin aus der Volkskammer, vorstand. Noch im gleichen Jahr stieg Wünschmann zum Referatsleiter für Statistik und Bedarfsplanung, Schulnetzplanung und Schulhausbau/Schulausstattungen auf und fungierte in dieser Position bis 1995. Anschließend wechselte er ins Oberschulamt Dresden, in dem er bis 1998 als Vizepräsident tätig war. Im Anschluss leitete Wünschmann bis 2002 als Direktor das Regionalschulamt Leipzig. Danach kehrte er ins sächsische Kultusministerium zurück, wo er bis 2003 als Bereichsleiter für den Schulhaus- und Sportstättenbau zuständig war.
Bis 2008 hatte Martin Wünschmann die Leitung des Referats Lehrer Personalangelegenheiten und Personalvertretungsrecht inne und vertrat parallel den Freistaat Sachsen bei Forschungsvorhaben der TU Dresden u. a. bei dem Verbundprojekt Lange Lehren – Gesundheit und Leistungsfähigkeit im Lehrerberuf erhalten und fördern und war von 2005 bis 2010 Dozent an der Sächsischen Akademie für Lehrerfortbildung (SALF) sowie der Nachfolgeeinrichtung: Sächsisches Bildungsinstitut. Hier widmete er sich der Qualifizierung schulischer Nachwuchsführungskräfte. Schwerpunkt war insbesondere die Thematik Führung als Dienst im Spannungsfeld von Werten, Zielen und Personen.
Von 2008 bis 2012 dozierte Wünschmann an der TU Dresden, Fakultät Erziehungswissenschaften im Bereich Schulpädagogik und -forschung, über Das Bildungswesen der BRD – historische und rechtliche Aspekte. Im Anschluss leitete er bis 2022 die Arbeitsgruppe 2, Berufliche Bildung der Deutsch-polnischen Regierungskommission und war ihr Sprecher bei Sitzungen mit der polnischen Seite. In dieser Zeit war er ab 2015 zusätzlich Mitglied des Ausschusses für Berufliche Bildung und des Bund-Länder-Koordinierungsausschusses Ausbildungsordnungen/Rahmenlehrpläne der Kultusministerkonferenz.
Nach Intermezzo als Referatsleiter des Bereiches Bildung im Gesundheits- und Sozialwesen, Körperpflege, Gast- und Ernährungswesen, Agrar- und Forstwirtschaft leitete Wünschmann ab 2010 den Gesamtbereich der
Berufs- und Fachschulen als Ministerialrat.
Seine Tätigkeit im Sächsischen Staatsministerium für Kultus endete April 2023. Martin Wünschmann lebt in Dresden.

## Politik
In einem katholischen Elternhaus aufgewachsen trat Martin Wünschmann 1984 in die CDU der DDR ein. In der Zeit der politischen Wende engagierte er sich als damals jüngeres Parteimitglied innerhalb der Oberwiesenthaler CDU-Ortsgruppe und wurde zum CDU-Sonderparteitag, der am 15. und 16. Dezember 1989 in Berlin stattfand, delegiert. Dort wurde er als eines der jüngsten Mitglieder in den CDU-Parteivorstand gewählt und gehörte innerhalb des Vorstandes dem Arbeitskreis Außen- und Deutschlandpolitik an.
Für die ersten freien Volkskammerwahlen am 18. März 1990 kandidierte Wünschmann für den CDU-Kreisverband Annaberg, zu dessen Kreisvorstand er damals gehörte, im Wahlkreis Karl-Marx-Stadt auf Listenplatz 8. Da die CDU in diesem Wahlkreis allein 20 Mandate erringen konnte, zog er als CDU-Abgeordneter in das letzte DDR-Parlament ein. Parallel dazu vertrat er seine Partei von 1990 bis 1992 als Vorsitzender der CDU-Ortsgruppe in der Oberwiesenthaler Stadtverordnetenversammlung. Ab 1998 betätigte sich Wünschmann erneut kommunalpolitisch für die CDU, diesmal in seinem neuen Wohnort Arnsdorf. Zunächst vertrat er die CDU im Gemeinderat, ab 2001 fungierte er für einige Jahre als Ortsverbandsvorsitzender. Im März 2009 trat Martin Wünschmann aus der CDU aus.